# Wydawnictwo Edukacyjne
Wydawnictwo Edukacyjne Sp. z o.o. – wydawnictwo oferujące głównie publikacje z zakresu logopedii oraz nauczania języka polskiego. 

## Historia
Wydawnictwo Edukacyjne powstało w lutym 1993 roku w Warszawie, w 1994 uruchomiono w Krakowie Oddział Humanistyczny. W 1995 roku wydawnictwo przeniosło się na stałe do Krakowa, skąd pochodzą jego założyciele: prof. dr hab. Bolesław Faron – Dyrektor Niepublicznego Instytutu Kształcenia Nauczycieli Wydawnictwa Edukacyjnego, dyrektor naukowy oficyny, a w PRL, podczas kadencji Wojciecha Jaruzelskiego, minister oświaty i wychowania, oraz dr hab. Zofia Agnieszka Kłakówna – inicjatorka serii podręczników do nauczania języka polskiego w szkole podstawowej, gimnazjum i liceum To lubię!, opracowanej przez nauczycieli i pracowników Akademii Pedagogicznej.
Początkowo zadaniem wydawnictwa było publikowanie należących do tej serii podręczników do nauczania języka polskiego w klasach od czwartej do matury. Książki te były nagradzane i wyróżniane (zob. Nagrody i tytuły).
Profil WE rozszerzono: ukazywały się pomoce dydaktyczne i podręczniki do biologii, języka francuskiego, edukacji medialnej, matematyki i informatyki. Obok serii podręczników do języka polskiego powstała seria logopedyczna Kocham Czytać prezentująca Symultaniczno-Sekwencyjną Naukę Czytania® (zob. czytanie) – opracowaną przez prof. zw. dr hab. Jagodę Cieszyńską; publikacje są przeznaczone do nauki wczesnego czytania zarówno dzieci zdrowych, jak i z zaburzeniami rozwojowymi. W 2011 roku WE wydało także niemieckojęzyczną serię Kocham Czytać – Ich liebe Lesen.
Oferta logopedyczna jest poszerzana o publikacje dotyczące diagnozy i terapii szeregu zaburzeń związanych z umiejętnościami mówienia i pisania. Wydawane są również publikacje naukowe i popularnonaukowe z dziedziny humanistyki oraz oryginalna twórczość literacka, w tym pisarzy tworzących za granicą.

## Współpraca z ośrodkami naukowymi
WE współpracuje z ośrodkami naukowymi, głównie krakowskimi uniwersytetami – Pedagogicznym i Jagiellońskim, czego wynikiem są publikacje z zakresu logopedii, pedagogiki i historii literatury.

## Inna działalność
Od 1999 do 2007 roku Wydawnictwo publikowało czasopismo dla nauczycieli języka polskiego i innych przedmiotów humanistycznych „Nowa Polszczyzna” pod red. Zofii Agnieszki Kłakówny przy współpracy nauczycieli i wykładowców m.in. Uniwersytetu Pedagogicznego w Krakowie, Adama Mickiewicza w Poznaniu i Marii Curie Skłodowskiej w Lublinie. Wydawnictwo prowadzi również Niepubliczny Instytut Kształcenia Nauczycieli – ośrodek szkoleniowy organizujący warsztaty dla logopedów i nauczycieli oraz rodziców.

## Nagrody i tytuły
Wydawnictwo Edukacyjne otrzymało nagrody i wyróżnienia:
na 5. Targach Książki Szkolnej – Edukacja’ 98 (marzec 1998)
– Puchar Ministra Edukacji Narodowej za nowoczesność w dydaktyce i edytorstwie,
– nagroda za walory edukacyjno-poznawcze podręcznika Marii Jędrychowskiej i Zofii Agnieszki Kłakówny To lubię! Teksty i zadania. Klasa VII,
na 10. Targach Książki Edukacyjnej (kwiecień 2001)
– nominacja za wybitne wartości edukacyjne dla Metodycznej Biblioteki To lubię!,
na 16. Targach Książki Edukacyjnej (kwiecień 2004)
– nominacja do nagrody Edukacja XXI za Ćwiczenia redakcyjno-stylistyczne dla klas 1–3 gimnazjum. Sztuka pisania pod redakcją Z. A. Kłakówny,
na 18. Targach Książki Edukacyjnej (marzec 2005)
– nominacja do nagrody Edukacja XXI za serię logopedyczną Kocham Czytać autorstwa Jagody Cieszyńskiej,
na 22. Targach Książki Edukacyjnej (marzec 2007)
– nagroda w kategorii podręczniki szkolne dla Podręcznika do języka polskiego dla klas 4–6 szkoły podstawowej Nowa Sztuka pisania autorstwa Z.A. Kłakówny i K. Wiatra,
Podczas sesji Komisji do Oceny Podręczników Szkolnych Polskiej Akademii Umiejętności (czerwiec 2007) wyróżnienie przyznano serii podręczników To lubię!, przeznaczonej dla szkół ponadgimnazjalnych.